# Sant Sebastià de les Arenes
Sant Sebastià de les Arenes, situat molt a prop de Sant Romà i al terme municipal empordanès de Foixà, són les restes d'una església preromànica bastida i dedicada en honor de Sant Sebastià, de la qual no se'n coneix cap document històric. En les darreres excavacions arqueològiques, s'ha suggerit que l'origen pugui ser una monument funerari de l'època romana.